# セリツァ川の戦い
セリツァ川の戦い (ロシア語: Битва на Серице ドイツ語: Schlacht an der Seriza) は、1501年8月27日にイズボルスクの南方10キロメートルほどの地で、ヴォルター・フォン・プレッテンベルク率いるリヴォニア騎士団とモスクワ大公国・プスコフ共和国軍が衝突した戦い。リヴォニア騎士団が数で優るモスクワ軍を破った。

## 背景
モスクワ大公イヴァン3世の拡張政策は、リヴォニア騎士団との関係を冷え込ませた。1492年、モスクワはナルヴァの対岸にイヴァンゴロト要塞を建設し、2年後にノヴゴロドにあったハンザ同盟の商館を閉鎖させた。ここにいたリヴォニア人が大半を占めるハンザ商人たちは投獄された。これにより、タリンとタルトゥを結んでいた交易ルートは急激に衰退した。1495年から97年のロシア・スウェーデン戦争中、スウェーデンがイヴァンゴロト要塞を制圧してリヴォニア騎士団に引き渡そうとしたが、騎士団はこれを断った。このやり取りをみて、モスクワ側はようやくスウェーデンと騎士団が同盟していることに気づいた。モスクワと騎士団の間で交渉の場がもたれたが決裂し、リヴォニア騎士団は戦争の準備を始めた。
一方でモスクワは、1500年5月にリトアニア大公国とも開戦した（モスクワ・リトアニア戦争）。1501年5月17日、リヴォニア騎士団とリトアニアはヴィリニュスで10年間の同盟を結んだ。同年8月、騎士団長フォン・プレッテンブルクは騎士団とリューベックからの3000人の傭兵を率いて、プスコフへ侵攻した。

## 戦闘
1501年8月27日、西から進撃してきたリヴォニア軍は、イズボルスクの南方10キロメートルにあるセリツァ川でモスクワ・プスコフ軍と衝突した。まずプスコフ軍が攻撃を仕掛けたが、リヴォニア軍に撃退された。逆にリヴォニア軍は残ったモスクワ軍に砲撃を浴びせた。モスクワ軍も大砲で応戦しようとしたが、あまり効果はなかった。
モスクワ、ノヴゴロド、トヴェーリ、プスコフから兵を集めて数で圧倒的に勝っていたはずのモスクワ軍は、リヴォニア軍の徹底的な砲撃と自軍の火器不足により敗北した。これをきっかけに、モスクワ大公国は軍制改革に取り組み、アーキバスを装備した常備軍を創設した。

## その後
リヴォニア軍はオストロフを占領し、プスコフも包囲したが、これは陥とすことができなかった。モスクワ軍は体勢を立て直した後に東リヴォニアを荒らし、タルトゥに近いヘルメでリヴォニア騎士団を破った。しかし1502年9月のスモリンの戦いではリヴォニア騎士団が勝利した。1503年、リトアニアとモスクワの間で講和が成立したことで戦争は終結した。リヴォニア騎士団とモスクワの間では、後のリヴォニア戦争 (1558年 – 1583年)まで平和が続いた。